# Wienerfilharmonikernas nyårskonsert 2021

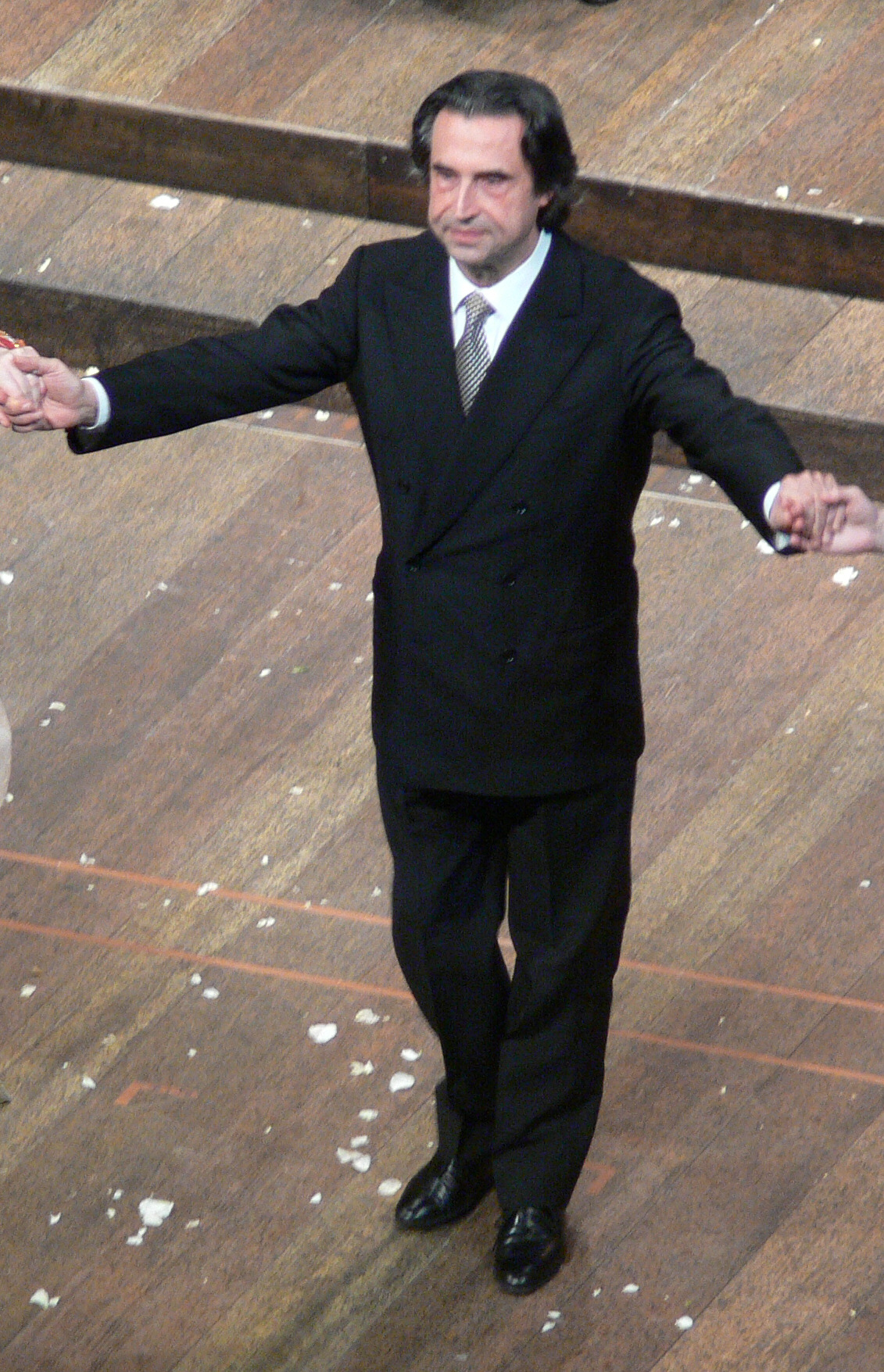
Riccardo Muti (2008)

Wienerfilharmonikernas nyårskonsert 2021 räknas som den 81:a nyårskonserten från Wien och ägde rum den 1 januari 2021 utan publik på grund av Covid-19-pandemin i Wiens Musikverein. Dirigent var för sjätte gången Riccardo Muti, som tidigare dirigerat konserterna 1993, 1949, 2000, 2004 och 2018.

## Historia
Strikt räknat var det Wienerfilharmonikernas 77:e nyårskonsert, eftersom det inte var förrän 1946 som namnet introducerades. Dessutom var det den 82:a Årsskifteskonserten, då det vid årsskiftet 1939/40 gavs en Außerordentliches Konzert (extraordinär konsert) av Wienerfilharmonikerna, som dock ägde rum på nyårsafton 1939. Från 1941 dirigerades nyårskonserten av Clemens Krauss, med undantag för åren 1946 och 1947 då Krauss förbjöds att dirigera på grund av sin närhet till nazistregimen och ersattes av Strausspecialisten Josef Krips.
Efter Clemens Krauss död 1955 följde Willi Boskovsky, konsertmästare i Wienerfilharmonikerna, som dirigerade konserten 25 gånger i rad. Från 1980 till 1986 följde sju konserter med dirigenten Lorin Maazel, som tjänstgjorde som chef för Wiener Staatsoper från 1982 till 1984. Därefter beslutade Wienerfilharmonikerna att bjuda in en ny dirigent varje år.

## Konserten

### Ändringar på grund av Covid-19-pandemin
I september 2020 meddelade Wienerfilharmonikerna att konserten skulle äga rum trots COVID-19-pandemin. Arrangörerna utvecklade ett säkerhetskoncept för detta ändamål, som inkluderade snabba antigentester, minskat antal besökare, användning av mun- och nässkydd under hela konserten och iakttagande av minimiavstånd. På grund av resevarningar returnerade vissa gäster från utlandet sina biljetter. Filharmonikerns ordförande Daniel Froschauer meddelade i november 2020 att konserten skulle äga rum utan publik om det skulle behövas. I slutet av november 2020 antog kulturminister Werner Kogler att konserten skulle äga rum utan publik.
Den 2 december 2020 beslutade Österrikes förbundsregering att inga konserter inför publik skulle tillåtas äga rum förrän den 6–7 januari 2021 på grund av det fortsatt höga antalet infektioner. I samarbete med det Graz-baserade företaget Poet Audio skapades en plattform genom vilken registrerade åskådare kunde ge sina applåder live i slutet av båda delarna av konserten. Detta spelades genom tjugo högtalare upp i Musikverein Gyllene salen. Dessutom kunde intresserade ladda upp ett foto av sin entusiasm i förväg, och ett urval av de bästa bilderna visades av ORF under applåderna. Antalet applåderande begränsades till 7000 personer. Förslag att stryka Radetzkymarschen och avsluta programmet med An der schönen blauen Donau övervägdes också, men avvisades slutligen.

### Balettinslag

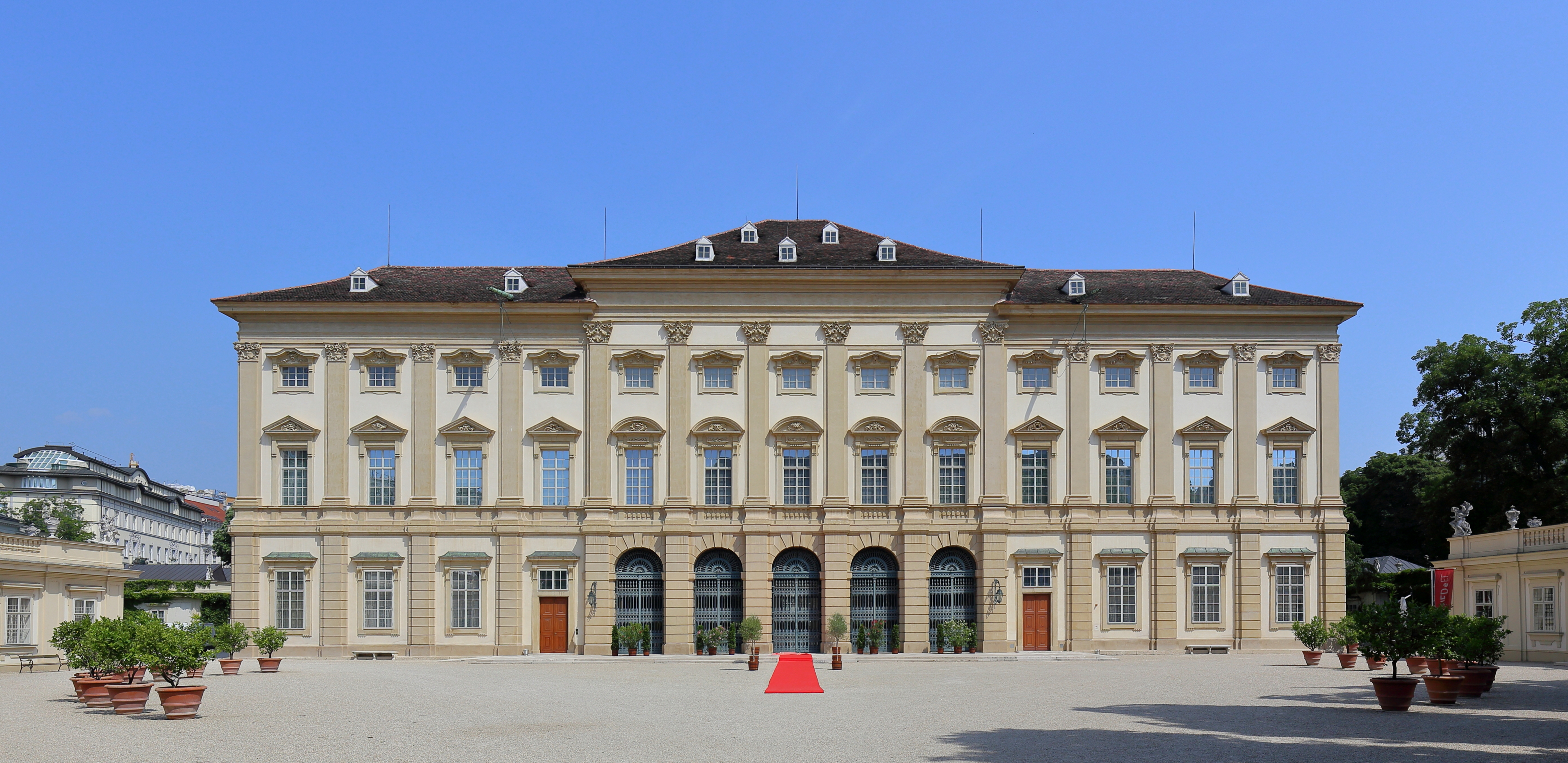
Palais Liechtenstein

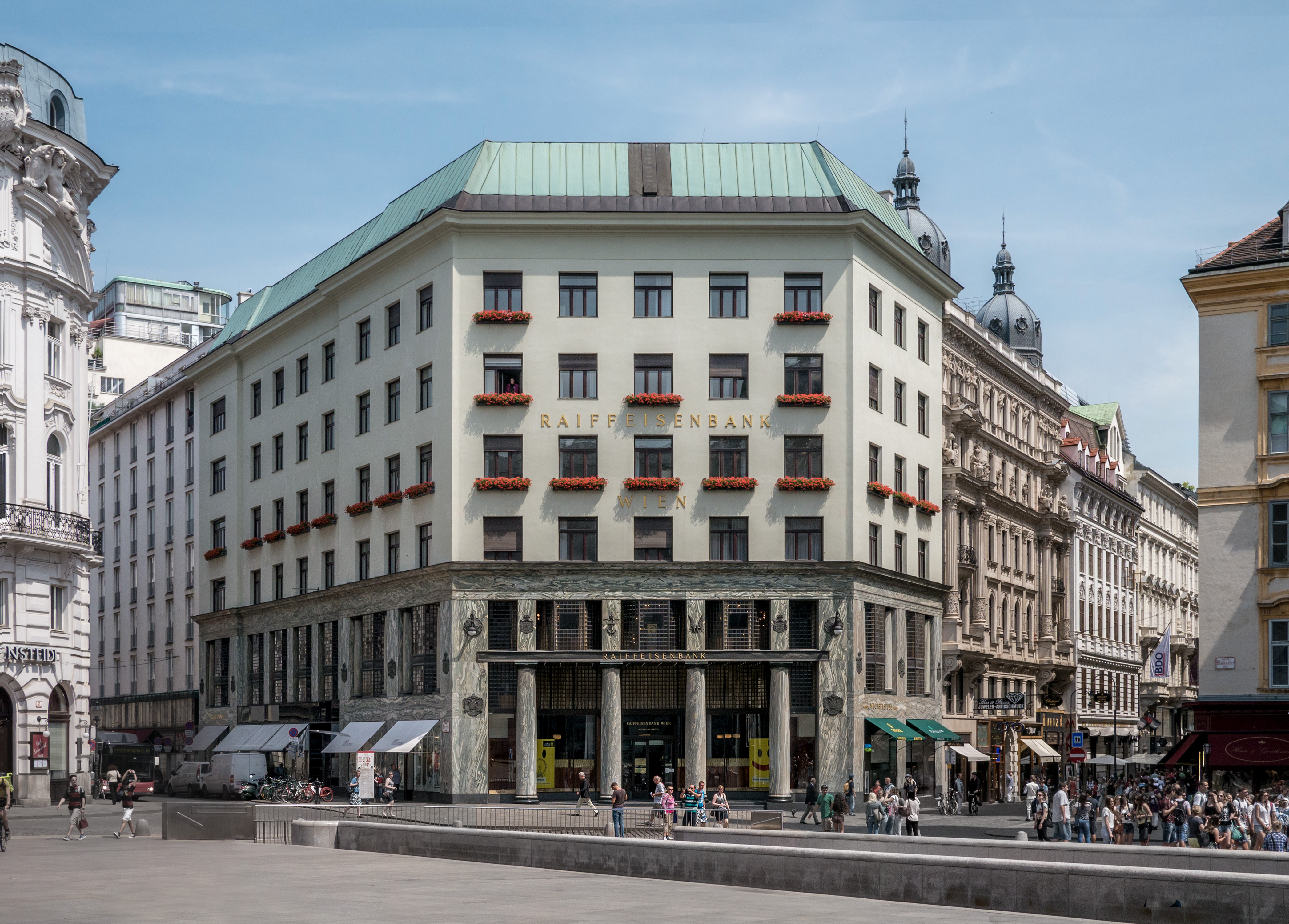
Looshaus

De två balettmellanspelen med tio solister från Wiens statsbalett filmades i slutet av augusti 2020 under ledning av Henning Kasten i rummen och omgivningarna till Palais Liechtenstein och i Looshaus med anledning av arkitekten Adolf Loos 150-årsdag.
Liksom föregående år ansvarade den spanske koreografen José Carlos Martínez för koreografin. Kostymerna designades av Christian Lacroix för tredje gången liksom 1998 och 2000.
Alice Firenze, Sveva Gargiulo, Ketevan Papava och Davide Dato dansade till Josef Strauss Margherita Polka i Looshaus, som framfördes för första gången på en nyårskonsert. De fyra paren Liudmila Konovalova och Denys Cherevychko, Ketevan Papava och Roman Lazik, Alice Firenze och Masayu Kimoto samt Eszter Ledán och Zsolt Török dansade till valsen Frühlingsstimmen i rummen och omgivningarna till Liechtensteins trädgårdspalats.

### Övrigt
Bilder från Technisches Museum och Wiens fonomuseum visades till valsen Schallwellen. Till valsen Bad'ner Mad'ln visades bilder och filmer från Baden och till Kaiser-Walzer bilder från Hofburg.
Som kuriosa kan nämnas att polkan Ohne Sorgen med Josef Strauss den yngre (i Youtube-länken ca min 21:08) och valsen Grubenlichter med Carl Zeller den yngre (i Youtube-länken ca min 23:10) visades på bildpanelen, i båda fallen är termen den yngre felaktig.

## Program
Programmet tillkännagavs den 30 november 2020. Sju verk framfördes för första gången: Marschen ur Franz von Suppés operett Fatinitza, Johann Strauss den yngres vals Schallwellen, Carl Zellers vals Grubenlichter, Carl Millöckers galopp In Saus und Braus, Karl Komzáks vals Bad'ner Mad'ln, Josef Strauss Margherita-Polka och Johann Strauss den äldres Venetianer-Galopp.

### 1:a delen
- Franz von Suppé: Fatinitza-Marsch*
- Johann Strauss den yngre: Schallwellen, Vals, op. 148*
- Johann Strauss den yngre: Niko-Polka, op. 228
- Josef Strauss: Ohne Sorgen, Polka schnell, op. 271
- Carl Zeller: Grubenlichter, Vals*
- Carl Millöcker: In Saus und Braus, Galopp*

### 2:a delen
- Franz von Suppé: Poet och bonde, Ouvertyr
- Karl Komzák: Bad'ner Mad'ln, Vals, op. 257*
- Josef Strauss: Margherita-Polka, op. 244*
- Johann Strauss den äldre: Venetianer-Galopp, op. 74*
- Johann Strauss den yngre: Frühlingsstimmen, Walzer, op. 410
- Johann Strauss den yngre: Im Krapfenwaldl, Polka française, op. 336
- Johann Strauss den yngre: Neue Melodien-Quadrille, op. 254
- Johann Strauss den yngre: Kaiser-Walzer, op. 437
- Johann Strauss den yngre: Stürmisch in Lieb' und Tanz, Polka schnell, op. 393

### Extranummer
- Johann Strauss den yngre: Furioso-Polka, op. 260**
- Johann Strauss den yngre: An der schönen blauen Donau, Vals, op. 314
- Johann Strauss den äldre: Radetzkymarsch, op. 228

Verkförteckningen och verkens ordning finns på Wienerfilharmonikernas webbplats.
 Verk markerade med * spelades för första gången vid en nyårskonsert.
**Furioso-Polka gavs ut som Furioso-Polka quasi Galopp av Carl Haslingers förlag i Wien 1862. Den betecknas trots det enbart som Polka i programmet. 
Nyårskonserten 2021 framfördes av 73 musiker, varav 12 kvinnor – harpist, cellist, violast, flöjtist, klarinettist, sex 1:a violinister och 2:a violinist.

## Pausfilm

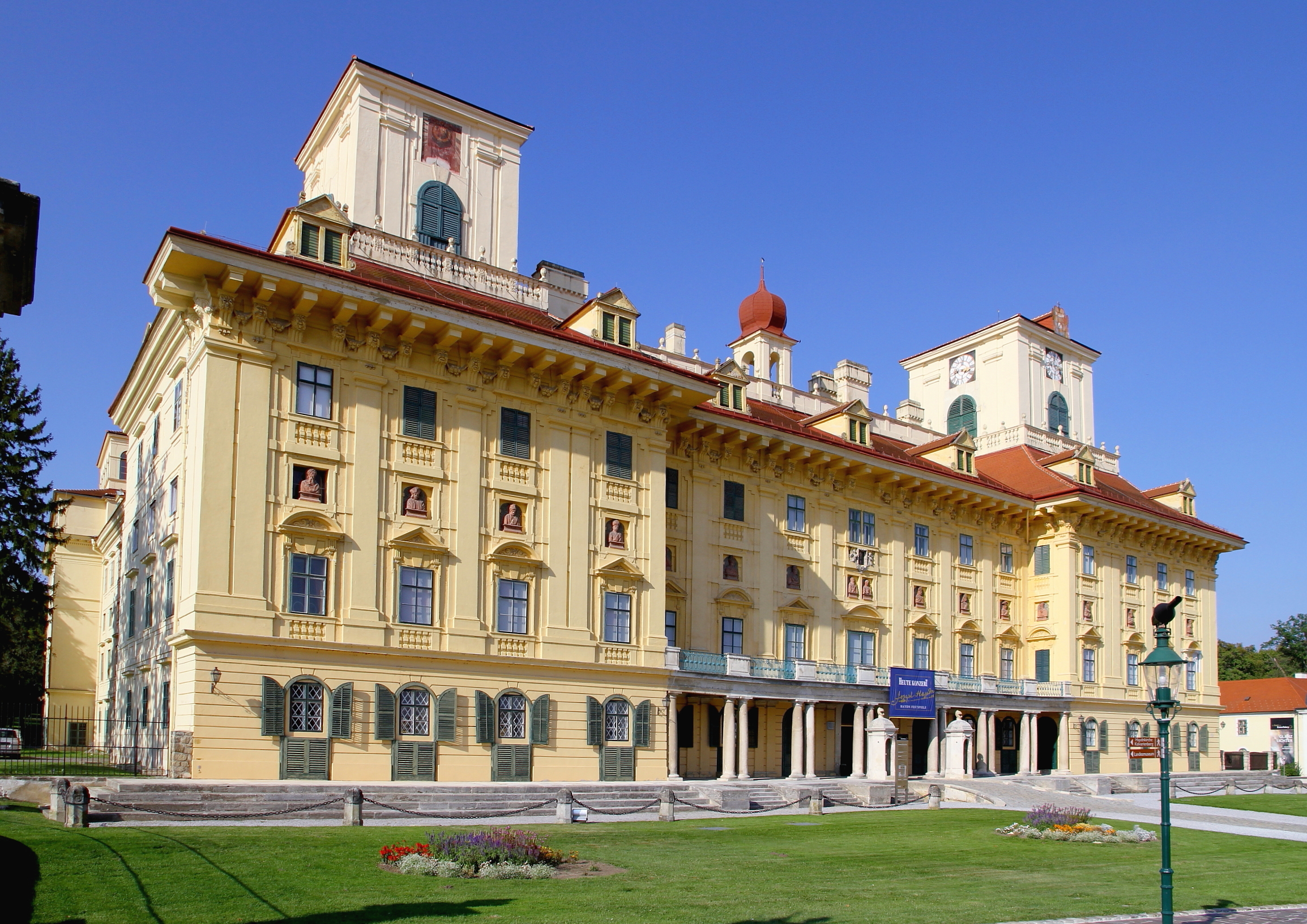
Slottet Esterházy

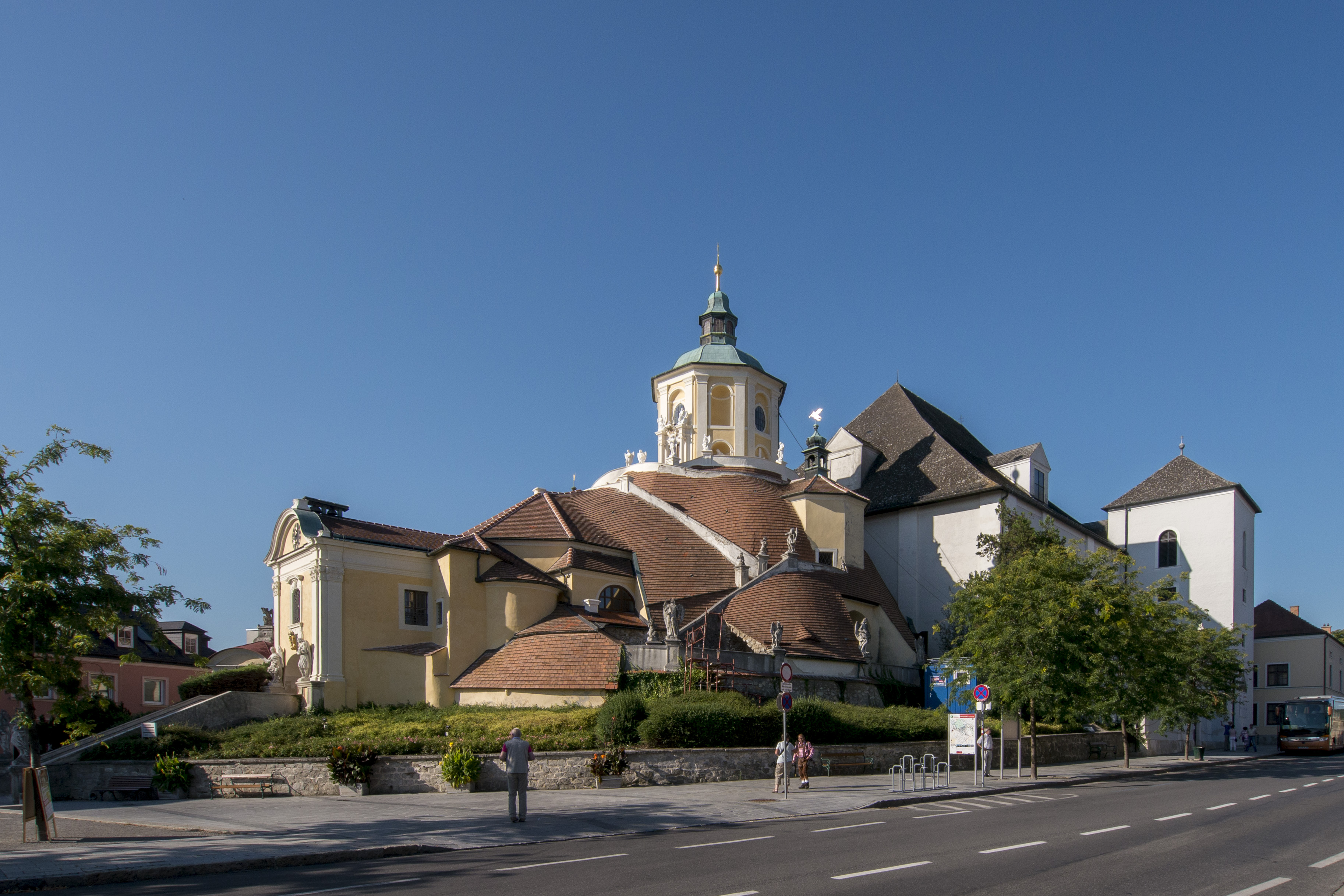
Bergkirche i Eisenstadt

Pausfilmen med titeln Happy Birthday, Burgenland! 1921–2021 formgavs av Felix Breisach. Förutom historiska aspekter låg fokus på musiker och kompositörer som Franz Liszt och Joseph Haydn.
Den 21 december 2020 presenterades filmen av Alexander Wrabetz, Hans Peter Doskozil, Daniel Froschauer och Felix Breisach vid en virtuell presskonferens modererad av Martin Traxl. Filmen berättar historien om amerikanernas avgränsning efter första världskriget. Den amerikanska geografen Major Lawrence Martin förkroppsligades av Oliver Liebl. Martins studier av befolkning och ekonomisk struktur låg till grund för gränsdragningen.
Filmen innehåller "Burgenland-fanfar" komponerad för 100-årsjubileet av Johann Hausl. 33 medlemmar av Wienerfilharmonikerna deltog i olika ensembler. Inspelningen ägde rum sommaren och hösten 2020. Inspelningsplatser inkluderade Haydn-huset i Eisenstadt, slottet Esterházy, Bergkirche, borgen Lockenhaus, Schloss Tabor, Landsee slottsruiner, vingårdarna i Csaterberg (Kohfidisch), Franz Liszt födelseplats, Rust och Neusiedlersjön.

### Musik
- Tibor Kováč: Pannonian Mirage nach Melodien von B. Bartók, L. Weiner, J. Brahms und Kálmán
  - Tibor Kováč, Lara Kusztric (Violin)
  - Holger Tautscher-Groh (Viola)
  - Iztok Hrastnik (Kontrabas)
  - Christopher Hinterhuber (Klaver)
- Georg Breinschmid: Wien bleibt Krk
  - Tibor Kováč, Lara Kusztrich (Violine)
  - Holger Tautscher-Groh (Viola)
  - Iztok Hrastnik (Kontrabass)
- Joseph Haydn: Streichquartett in C-Dur op. 76, Nr. 3 Hob. III:77 – Poco Adagio. Cantabile
  - Christoph Koncz, Adela Frasineanu (Violin)
  - Tilman Kühn (Viola)
  - Sebastian Bru (Violoncell)
- Franz Liszt: Ungarische Rhapsodie Nr. 9 „Pester Karneval“
  - Gerald Schubert (Violin)
  - Bernhard Naoki Hedenborg (Violoncell)
  - Hemma Tuppy (Klaver)
- Karl Goldmark: Streichquartett op. 8, 3. Satz „Allegro vivace“
  - Katharina Engelbrecht, Martin Kubik (Violine)
  - Thomas Hajek (Viola)
  - Wolfgang Härtel (Violoncell)
- Ján L. Bella: Streichquartett in e-Moll „Intermezzo alla zingara“
  - Daniel Froschauer, Marian Leško (Violin)
  - Michael Strasser (Viola)
  - Csaba Bornemisza (Violoncell)
- Johann Hausl: Fanfare „100 Jahre Burgenland“
  - Hans Peter Schuh, Stefan Haimel, Gerhard Berndl, Daniel Neuman (Trumpet)
  - Ronald Janezic, Sebastian Mayr, Wolfgang Vladár, Lars M. Stransky (Horn)
  - Enzo Turriziani, Johannes Ettlinger, Johann Ströcker (Basun)
  - Paul Halwax (Tuba)
  - Johannes Schneider (Pukor)

## TV-utsändningar
Henning Kasten var ansvarig för den 63:e ORF-sändningen med sjutton HDTV-kameror.
I Österrike tittade upp till 1 265 000 personer. Den första delen sågs av i genomsnitt 982 000 tittare, den andra delen av 1 196 000. Pausfilmen nådde 1 157 000 tittare. ORF-sändningen visades i totalt 92 länder.

## Inspelningar
Dubbel-CD:n släpptes den 15 januari 2021 och var ett av de mest sålda albumen i Österrike. DVD och Blu Ray-Disc släpptes den 29 januari 2021.

## Weblänkar
- Neujahrskonzert 2021 mit Riccardo Muti
- Wienerfilharmonikernas nyårskonsert 2021 på Youtube